# Liste der Nummer-eins-Hits in Belgien (1957)
Diese Liste enthält alle Nummer-eins-Hits in Belgien im Jahr 1957. Es gab in diesem Jahr fünf Nummer-eins-Singles.

| ← 1956 ← | Liste der Nummer-eins-Hits in Belgien | Liste der Nummer-eins-Hits in Belgien                               | Liste der Nummer-eins-Hits in Belgien                                | 1958 →                    |
| \| Zeitraum \| Wo. ges. \| Interpret \| Titel Autor(en) \| Zusätzliche Informationen \| \| (Zeitraum, Wochen auf Platz eins, Interpret, Titel, Autor[en], zusätzliche Informationen) \| \| \| \| \| \| ----------------------------------------------------------------------------------------- \| -------- \| ------------------------------------------------------------------- \| ----------------------------------------------------------------------- \| ------------------------- \| \| 1. Januar 1957 – 31. März 1957 13 Wochen (insgesamt 13) \| 13 \| Doris Day with Frank De Vol & his Orchestra \| Whatever Will Be, Will Be (Que Sera, Sera)[1] Jay Livingston, Ray Evans \| - \| \| 1. April 1957 – 30. Juni 1957 13 Wochen (insgesamt 13) \| 13 \| Harry Belafonte with Tony Scott & his Orchestra & Chorus \| Banana Boat (Day-O)[2] Harry Belafonte, Lord Burgess, William Attaway \| - \| \| 1. Juli 1957 – 31. August 1957 8 Wochen (insgesamt 8) \| 8 \| The Diamonds with David Carroll & his Orchestra \| Little Darlin’[3] Maurice Williams \| - \| \| 1. September 1957 – 30. September 1957 5 Wochen (insgesamt 5) \| 5 \| Jodie Sands with Peter De Angelis & his Orchestra \| With All My Heart[4] Peter De Angelis, Robert P. Marcucci \| - \| \| 1. Oktober 1957 – 31. Dezember 1957 13 Wochen (insgesamt 13) \| 13 \| Bobbejaan Schoepen met orkest en soldatenkoor o. l. v. Harry Frekin \| Ik sta op wacht André de Raaff, Jacques Schutte, Stan Haag \| - \| |                                       |                                                                     |                                                                      |                           |
| ← 1956 |                                       |                                                                     |                                                                      | → 1958 →                  |
| Zeitraum | Wo. ges.                              | Interpret                                                           | Titel Autor(en)                                                      | Zusätzliche Informationen |
| (Zeitraum, Wochen auf Platz eins, Interpret, Titel, Autor[en], zusätzliche Informationen) |                                       |                                                                     |                                                                      |                           |
| 1. Januar 1957 – 31. März 1957 13 Wochen (insgesamt 13) | 13                                    | Doris Day with Frank De Vol & his Orchestra                         | Whatever Will Be, Will Be (Que Sera, Sera) Jay Livingston, Ray Evans | -                         |
| 1. April 1957 – 30. Juni 1957 13 Wochen (insgesamt 13) | 13                                    | Harry Belafonte with Tony Scott & his Orchestra & Chorus            | Banana Boat (Day-O) Harry Belafonte, Lord Burgess, William Attaway   | -                         |
| 1. Juli 1957 – 31. August 1957 8 Wochen (insgesamt 8) | 8                                     | The Diamonds with David Carroll & his Orchestra                     | Little Darlin’ Maurice Williams                                      | -                         |
| 1. September 1957 – 30. September 1957 5 Wochen (insgesamt 5) | 5                                     | Jodie Sands with Peter De Angelis & his Orchestra                   | With All My Heart Peter De Angelis, Robert P. Marcucci               | -                         |
| 1. Oktober 1957 – 31. Dezember 1957 13 Wochen (insgesamt 13) | 13                                    | Bobbejaan Schoepen met orkest en soldatenkoor o. l. v. Harry Frekin | Ik sta op wacht André de Raaff, Jacques Schutte, Stan Haag           | -                         |

## Jahreshitparaden
| Singles |
| --- |
| 1. Bobbejaan Schoepen – Ik sta op wacht 2. Nat King Cole – Darling Je Vous Aime Beaucoup 3. Claude Robin – Lucienne Delyle – C'est magnifique 4. Eddie Calvert – Cherry Pink and Apple Blossom White 5. Perry Como – Papa Love's Mambo 6. Bébé Hong Suong – Rio de Janeiro / Nana 7. The Chords – Zippety zum 8. The Chordettes – Mr. Sandman 9. Nat King Cole – A Blossom Fell 10. London – Lola / Reckless 11. Ellie Russell – Mambo Italiano 12. Nat King Cole – Smile 13. Johnny Jordaan – Bij ons in de Jordaan 14. Claude Robin – Ave Maria no morro 15. Bob London – Reckless 16. Doris Day – If I Give My Heart To You 17. John Perkins – Ko Ko Mo (I Love You So) 18. Duo Black and White – Geef mij de vodka, Anuschka 19. Nat King Cole – Haji Baba (Persian Lament) 20. Johnny Jordaan – Johnny's potpourri 21. The Four Bells – Sh-Boom |